# Оболенська Марія Юріївна
Оболенська Марія Юріївна — доктор біологічних наук, професор, завідувачка лабораторії системної біології ІМБіГ НАН України.

## Біографія
У 1958 – 1964 рр. навчалася у Київському медичному інституті імені О.О. Богомольця, а з 1964 по 1967 рр. навчалася в аспірантурі  Інституту геронтології та експериментальної патології АМН СРСР. Протягом 1964-1975 років працювала молодшим науковим співробітником лабораторії молекулярної біології Інституту геронтології та експериментальної патології АМН СРСР й з 1975 по 1980 рр. науковим співробітником, а з  1980 по 1991 рр. — старшим  науковим співробітником відділу молекулярних механізмів біосинтезу білка ІМБіГ НАН України. У 1991-1994 рр. працювала науковим співробітником в Інституті молекулярної і клітинної біології Університету Фрайбурга імені Альбрехта Людвіга (Німеччина). У 1999 році захистила докторську дисертацію за темою «Регенерація печінки у щурів: молекулярно-біологічні процеси, їх регуляція та часова шкала». З 2000 року стає провідним науковим співробітником, керівником групи, лабораторії біосинтезу білка відділу механізмів трасляції генетичної інформації ІМБіГ НАН України, а з 2009 року працює на посаді завідувача лабораторії системної біології відділу механізмів трансляції генетичної інформації ІМБГ НАН України.

## Сфера наукових інтересів
- Дослідження молекулярних процесів, які відбуваються під час переходу печінки від стану "спокою" до проліферації, які відповідають за послідовний вступ до поділу клітин печінки різної природи та за координацію їх функціонування, за підтримку клітино-специфічних спеціалізованих функцій на фоні активації проліферації. Вивчення засобів спілкування клітин між собою і дослідження експресії цитокинів та синтезу NO. Вивчення експресії інтерферону a/β, рецептора та мішеней інтерферону, а саме 2'5'-оліго(А)синтетази,  РНКази L та протеїнкіназі R. Специфічні ферменти білкової деградації, каспази та протеасоми.
- Дослідження детоксикаційної функції плаценти людини в залежності від стану довкілля та індивідуальних особливостей генотипу, а саме алельних ізоформ ферментів, які функціонально зв'язані з ферментом детоксикації. Вивчення тканиноспецифічних особливостей регуляції транскрипції глутатіонтрансферази шляхом визначення транскрипційних факторів, які зв'язуються з промотором цього гена, та ступінь метилювання промотора.